# L (ca sĩ Hàn Quốc)
Đây là một tên người Triều Tiên, họ là Kim.
Kim Myung-soo (tiếng Hàn: 김명수; Hanja: 金明洙; Hán-Việt: Kim Minh Thù; sinh ngày 13 tháng 3 năm 1992) thường được biết đến với nghệ danh là L, là một ca sĩ và diễn viên Hàn Quốc. Anh là một thành viên của nhóm nhạc nam Infinite với vai trò gương mặt đại diện kiêm hát phụ và là giọng ca chính của nhóm nhỏ Infinite F. Anh từng là nghệ sĩ dưới trướng Woollim Entertainment và sau khi rời công ty, anh đã ký hợp đồng với Management 2SANG.

## Tiểu sử
L sinh ngày 13 tháng 3 năm 1992 tại Seoul, Hàn Quốc. Anh học tại trường trung học Duk-soo và tốt nghiệp trường Đại học Daekyung vào 15 tháng 2 năm 2013 cùng với các thành viên Sung-kyu, Sung-yeol, Hoya và Dongwoo, cùng chuyên ngành âm nhạc. Anh có một người em trai tên là Moonsoo.

## Sự nghiệp âm nhạc

### Infinite
L được biết đến là gương mặt đại diện cho nhóm. Anh xuất hiện lần đầu tiên với tư cách là một thành viên trong nhóm nhạc nam Infinite trong lúc nhóm quảng bá "Come Back Again" cho mini album First Invasion năm 2010.

### Infinite F
Infinite F chính thức được công bố tại concert One Great Step Returns, cùng hai thành viên là Sung-yeol, Sung-jong. Ở đó, nhóm đã biểu diễn bài hát "My Heart is Beating". Họ có phiên bản chính thức đầu tiên của mình trong album thứ hai Season 2 của Infinite với bài hát mang tên "Going Crazy". Ngày 19 tháng 11 năm 2014, Infinite F ra mắt chính thức tại Nhật Bản với đĩa đơn album "Koi No Sign" và ra mắt tại Hàn Quốc với đĩa đơn album "Azure" vào ngày 2 tháng 12 năm 2014.

### Nhiếp ảnh
Vào ngày 15 tháng 5 năm 2013, L phát hành cuốn sách phóng sự ảnh đầu tay với tựa đề "L's Bravo Viewtiful", gồm những hình ảnh do chính anh chụp trong vòng 93 ngày. Cuốn ảnh này phát hành gồm hai phiên bản Hàn và Nhật, nó nhanh chóng đạt vị trí #1 trong đợn đặt hàng trực tuyến trên mạng của Yes24 và Kyobo và được bán hết nhanh chóng. Sau đó, Woollim Entertainment phát hành "L's Bravo Viewtiful" (phần 2) vào ngày 25 tháng 9 năm 2013 tại Hàn Quốc và 28 tháng 9 năm 2013 tại Nhật Bản. Giống như cuốn sách ban đầu của nó, cuốn sách này cũng được bán chạy.

## Sự nghiệp diễn xuất

### Diễn viên
L xuất hiện lần đầu với tư cách là một diễn viên vào năm 2011 với bộ phim truyền hình Nhật Bản "Jiu" được phát sóng trên TV Asahi. Năm 2012, anh đóng vai một tay guitar Lee Hyun-soo vào bộ phim truyền hình tvN tên "Shut Up Flower Boy Band" và anh cũng là một diễn viên của bộ phim sitcom của đài MBC "What's The Deal, Mom?". Năm 2013, L tham gia phim truyền hình lãng mạn kinh dị "Master's Sun" của đài MBC. Năm 2014, anh đóng vai trò là Secretary Gil trong bộ phim "Cunning Single Lady", diễn cùng với Joo Sang-wook và Lee Min-jung. Sau đó, anh cùng nghệ sĩ Rain và Krystal (thành viên f(x)) tham gia bộ phim truyền hình "My Lovely Girl" của kênh SBS, bộ phim được phát sóng vào thứ 4 và thứ 5 từ ngày 17 tháng 9 đến ngày 13 tháng 11. Năm 2015, anh là khách mời trong sản phẩm phim "The Time We Were Not in Love" của Ha Ji-won ở tập Ki Sung-jae. Năm 2017, anh tham gia bộ phim truyền hình " Ruler: Master of the mask". Năm 2018, anh tham gia phim truyền hình "Miss Hammurabi". Năm 2019, anh thành công rạng rỡ với vai Thiên Thần Kim Dan trong "Angle's Last Mission: Love" cùng với bạn diễn Shin Hye-sun của mình.

### Lồng tiếng
L và các thành viên trong nhóm Infinite tham gia lồng tiếng cho bộ phim hoạt hình Wara Store từ ngày 27 tháng 12 năm 2011 đến ngày 27 tháng 3 năm 2012.

## Đĩa nhạc

### Soundtracks
| Năm  | Album                                   | Tiêu đề            | Nghệ sĩ                |
| ---- | --------------------------------------- | ------------------ | ---------------------- |
| 2012 | tvN Shut Up Flower Boy Band (nhạc phim) | "Love U Like U"    | Song ca với Kim Ye-rim |
| 2013 | L's Bravo Viewtiful Fansigning Event    | "It's All For You" | Tự sáng tác            |

### Sản phẩm hợp tác
| Năm  | Ca khúc         | Nghệ sĩ           |
| ---- | --------------- | ----------------- |
| 2010 | Run             | Epik High         |
| 2010 | Starlight March | Strawberry Fields |
| 2012 | 60 Seconds      | Kim Sung-kyu      |
| 2013 | Love Blossom    | K.Will            |

### Sáng tác và sản xuất
| Năm  | Album            | Bài hát            | Lời      | Lời          | Nhạc     | Nhạc |
| Năm  | Album            | Bài hát            | Credited | With         | Credited | With |
| ---- | ---------------- | ------------------ | -------- | ------------ | -------- | ---- |
| 2013 | Non-album single | "It's All For You" | Yes      | —            | Yes      | —    |
| 2018 | Top Seed         | "Reminisce"        | Yes      | Jeong Min-ji | No       | —    |

## Phim tham gia

### Phim điện ảnh
| Năm  | Tiêu đề                                                 | Vai chú  |
| ---- | ------------------------------------------------------- | -------- |
| 2012 | INFINITE Concert Second Invasion Evolution The Movie 3D | Tham gia |
| 2014 | Grow: Infinite's Real Youth Life                        | Tham gia |

### Phim truyền hình
| Năm  | Tiêu đề                         | Vai trò                             | Đài phát sóng             |
| ---- | ------------------------------- | ----------------------------------- | ------------------------- |
| 2011 | Jiu                             | Jiu                                 | TV Asahi                  |
| 2012 | Shut Up Flower Boy Band         | Lee Hyun-soo                        | tvN                       |
| 2012 | Salamander Guru and The Shadows | Khách mời, ep 3                     | SBS                       |
| 2012 | What's The Deal, Mom            | Kim Myung-soo                       | MBC                       |
| 2013 | Master's Sun                    | Young Joo Joong-won                 | SBS                       |
| 2014 | Cunning Single Lady             | Secretary Gil Yohan                 | MBC                       |
| 2014 | My Lovely Girl                  | Shi-woo                             | SBS                       |
| 2015 | The Time We Were Not in Love    | Ki Sung-jae (Khách mời, ep 2, 3, 4) | SBS                       |
| 2016 | The Day After We Broke Up       | Yoo Tan                             | KBS2, KBS Japan & Netflix |
| 2016 | My Catman                       | Jung Ho-yeon                        | Tencent & MBC             |
| 2017 | Ruler: Master of the Mask       | Lee Sun                             | MBC                       |
| 2018 | Miss Hammurabi                  | Im Ba Reun                          | JTBC                      |
| 2019 | Angel’s Last Mission: Love      | Kim Dan                             | KBS                       |
| 2020 | Meow, Chàng Trai Bí Ẩn          | Hong Jo                             | KBS                       |
| 2023 | Numbers (Con số bí mật)         |                                     |                           |

## Hoạt động khác

### Lồng tiếng
| Năm  | Tiêu đề    | Kênh chiếu | Vai trò  |
| ---- | ---------- | ---------- | -------- |
| 2011 | Wara Store | Tooniverse | Tham gia |

### Show truyền hình
Vào ngày 2 tháng 6 năm 2012, L được mời trong chương trình Invincible Youth cùng với Andy Lee (Shinhwa), Lee Hyun-woo, Baek Sung-hyun, Kang Kyun Sung và Park Hwi Sun. Sau đó vào ngày 3 tháng 10 năm 2012, L được mời trong chương trình Radio Star để quảng bá bộ phim "What's The Deal, Mom?" của anh ấy cùng với Kim Byungman, Ryu Seungsoo và Kim Seohyung.
Vào ngày 8 tháng 1 năm 2013, L được mời trong chương trình Running Man cùng với Minho (Shinee), Lee Joon (MBLAQ), Yonghwa (CNBLUE), Hwang Kwanghee (ZE:A), Sulli (f(x)) và Jonghyun (CNBLUE). Ngày 9 tháng 4 năm 2013, L được mời tham gia chương trình 1 vs. 100, nhưng anh không thể chiến thắng cho đến vòng cuối cùng. Vào ngày 26 tháng 8 năm 2013, L được mời trong chương trình Running Man cùng với Sung-kyu, anh vào đội xanh cùng đội với Haha và Sung-kyu.
| Năm  | Tiêu đề               | Kênh chiếu | Vai trò   | Ghi chú                                        |
| ---- | --------------------- | ---------- | --------- | ---------------------------------------------- |
| 2010 | Children of the night | MBC        | Khách mời |                                                |
| 2010 | 1 vs. 100             | KBS2       | Khách mời | Với Kim Sung-kyu, Jang Dongwoo và Nam Woo-hyun |
| 2011 | Director's Cut        | Mnet       | Khách mời | Với Kim Sung-kyu và Hoya                       |
| 2012 | Hello Counselor       | KBS        | Khách mời | Episode 101                                    |
| 2012 | Invincible Youth      | KBS2       | Khách mời |                                                |
| 2012 | Radio Star            | MBC        | Khách mời |                                                |
| 2013 | High Society          | JTBC       | Khách mời |                                                |
| 2013 | Running Man           | SBS        | Khách mời | Ep 129 và Ep 162                               |
| 2013 | 1 vs. 100             | KBS2       | Khách mời |                                                |
| 2014 | Full House            | KBS        | Khách mời | Ep 89                                          |
| 2015 | Hello Counselor       | KBS        | Khách mời | Với Nam Woo-hyun và Lee Sung-yeol              |
| 2015 | A Song For You 4      | KBS        | Khách mời | Với thành viên Infinite                        |

## Giải thưởng và đề cử
| Năm  | Giải thưởng              | Thể loại                                     | Đề cử cho                 | Kết quả   |
| ---- | ------------------------ | -------------------------------------------- | ------------------------- | --------- |
| 2013 | 6th Korea Drama Awards   | Nam diễn viên trẻ xuất sắc nhất              | Master's Sun              | Đề cử     |
| 2015 | 2015 Weekly Idol Awards  | Giải thưởng giám đốc máy ảnh                 | Weekly Idol               | Đoạt giải |
| 2017 | Seoul Webfest Award      | Best Rising Star                             | My Catman                 | Đề cử     |
| 2017 | Seoul Webfest Award      | Special Award                                | My Catman                 | Đoạt giải |
| 2017 | Korea Drama Award        | Nam diễn viên mới xuất sắc nhất              | Ruler: Master of the Mask | Đề cử     |
| 2017 | The Seoul Award          | Popularity Award, Actor                      | Ruler: Master of the Mask | Đề cử     |
| 2017 | MBC Drama Award          | Excellence Award, Actor in a Miniseries      | Ruler: Master of the Mask | Đề cử     |
| 2017 | MBC Drama Award          | Best New Actor                               | Ruler: Master of the Mask | Đề cử     |
| 2017 | MBC Drama Award          | Popularity Award, Actor                      | Ruler: Master of the Mask | Đoạt giải |
| 2017 | MBC Drama Award          | Best Character Award, Fighting Spirit Acting | Ruler: Master of the Mask | Đoạt giải |
| 2017 | Korea First Brand Awards | Male Acting Idol                             |                           | Đề cử     |